# مات ميلر (لاعب كرة قاعدة)
مات ميلر (بالإنجليزية: Matt Miller)‏ هو لاعب كرة قاعدة أمريكي، ولد في 11 أغسطس 1974 في لوبوك في الولايات المتحدة.

## وصلات خارجية
- مات ميلر على موقع دوري كرة القاعدة الرئيسي (الإنجليزية)
- مات ميلر على موقعبيزبول رفرنس.كوم (الدوري الرئيسي) (الإنجليزية)